# Tinea extracta
Tinea extracta är en fjärilsart som beskrevs av Edward Meyrick 1919. Tinea extracta ingår i släktet Tinea och familjen äkta malar.
Artens utbredningsområde är Guyana. Inga underarter finns listade i Catalogue of Life.